# Arseniet
In de chemie is een arseniet een chemische verbinding waarin het oxoanion arseniet, arseen met oxidatiegetal +3 gekoppeld aan zuurstof, voorkomt. Omdat er meerdere verbindingen zijn die aan deze beschrijving voldoen worden stoffen met het {\displaystyle {\ce {AsO3^{3-}}}} ook vaak aangeduid als orthoarsenieten. In wetenschappelijke publicaties met betrekking tot grondwater is het gebruikelijk de term arseniet te gebruiken voor alle oplosbare arseen(III)-verbindingen. De IUPAC geeft de voorkeur aan de benaming arsenaat(III). Het anion {\displaystyle {\ce {AsO3^{3-}}}}, orthoarsenaat, wordt dan: trioxoarsenaat(III).
Orthoarseniet {\displaystyle {\ce {(AsO3^{3-})}}} heeft in vergelijking met de overeenkomstige verbindingen van de lichtere groep 15 elementen een andere structuur: vergelijk deze met het nitriet-ion, {\displaystyle {\ce {NO2^{-}}}}, voor stikstof en de in oplossing meest stabiele vorm van het fosfiet-ion, {\displaystyle {\ce {HPO3^{2-}}}} voor fosfor. Het waterstof-atoom is hier van zuurstof naar fosfor verschoven.
Zoals hierboven al aangegeven zijn er verschillende deeltjes die met de term "arseniet" aangeduid worden:
| {\displaystyle {\ce {AsO3^{3-}}}}         | : | ortho-arseniet, het anion van arsenigzuur met een pyramidale vorm.       |
| {\displaystyle {\ce {AsO2^{-}}}}          | : | meta-arseniet, een polymeer keten-anion.                                 |
| {\displaystyle {\ce {As2O5^{4-}}}}        | : | pyro-arseniet: {\displaystyle {\ce {[O2As-O-AsO2]^{4-}}}}                |
| {\displaystyle {\ce {As3O7^{5-}}}}        | : | een poly-arseniet: {\displaystyle {\ce {[O2As-O-As(O)-O-AsO2]^{5-}}}}    |
| {\displaystyle {\ce {As4O9^{6-}}}}        | : | een poly-arseniet: {\displaystyle {\ce {[O2As-O-(As(O)-O)2-AsO2]^{6-}}}} |
| {\displaystyle {\ce {(As6O11^{4-})_{n}}}} | : | een ander type polymeer anion                                            |

In al deze ionen is de geometrie rond de arseen-atomen een trigonale pyramide, waarbij het vrije elektronenpaar de top van de pyramide vormt. Rond arseen treedt niet, zoals bij stikstof, inversie op.
Bekende voorbeelden van arsenieten zijn natriummeta-arseniet dat het polymere anion {\displaystyle {\ce {(AsO2)_{n}^{n-}}}} bevat en zilverortho-arseniet {\displaystyle {\ce {(Ag3AsO3)}}} waarin het trigonale {\displaystyle {\ce {AsO3^{3-}}}} voorkomt. 

## Synthese
Een aantal arsenieten kan verkregen worden uit waterige oplossingen van Arseen(III)oxide, bijvoorbeeld natriummeta-arseniet. Bij lage temperatuur kunnen ook waterstofzouten gemaakt worden: <che>Na2HAs4O8</chem> of hydraten: {\displaystyle {\ce {NaAsO2.4H2O}}} of {\displaystyle {\ce {Na2AsO3.5H2O}}} en {\displaystyle {\ce {Na5(HAsO3)(AsO3).12H2O}}}.

## Arseniet-mineralen
| Naam             | Formule                                                | Opmerkingen                            |
| ---------------- | ------------------------------------------------------ | -------------------------------------- |
| reineriet        | {\displaystyle {\ce {Zn3(AsO3)3}}}                     |                                        |
| finnemaniet      | {\displaystyle {\ce {Pb5Cl(AsO3)3}}}                   |                                        |
| paulmooreïet     | {\displaystyle {\ce {Pb2As2O5}}}                       |                                        |
| stenhuggariet    | {\displaystyle {\ce {CaFeSbAs2O7}}}                    | het arseniet-ion is een polymeer anion |
| schneiderhöhniet | {\displaystyle {\ce {Fe^{II}Fe3^{III}(AsO3)(As2O5)2}}} |                                        |
| magnussoniet     | {\displaystyle {\ce {Mn5(OH)(AsO3)3}}}                 |                                        |
| trippkeïet       | {\displaystyle {\ce {CuAs2O4}}}                        |                                        |
| trigoniet        | {\displaystyle {\ce {Pb3Mn(AsO3)2(HAsO3)}}}            |                                        |
| tooeleïet        | {\displaystyle {\ce {Fe6(AsO3)4(SO4)(OH)4.4H2O}}}      |                                        |

## Arsenieten in het milieu
Arseen kan in het grondwater terechtkomen ten gevolge van het voorkomen ervan in diepere waterlagen of ten gevolge van mijnbouwactiviteiten. Arseen(III) kan op een aantal manieren uit water verwijderd worden: oxidatie met chloor geeft arseen(V)-verbindingen, die vervolgens door coagulatie met ijzer(III)sulfaat neergeslagen kunnen worden. Andere methoden worden gevormd door ionenwisseling en filtratie. Filtratie heeft echter het nadeel dat het alleen werkt als het arseen in de vorm van vaste deeltjes in het water aanwezig is, zijn ze in oplossing dan heeft filtreren geen zin.

## Toepassingen
Natriumarseniet worst toegepast in de water-gas-shift-reactie om koolstofdioxide af te vangen. In de vorm van Fowler's solution, voor het eerst in de 18e eeuw toegepast, werd {\displaystyle {\ce {As2O3}}} als oplossing van kaliummeta-arseniet {\displaystyle {\ce {(KAsO2)}}} genruikt ter bestrijding van trypanosomiasis. Tegenwoordig wordt {\displaystyle {\ce {As2O3}}} toegepast in de behandeling van Acute promyelocytenleukemie (APL). Het precieze mechanisme voor de werking is (nog 2024) niet bekend, gedacht wordt aan het versnellen van de apoptose van kankercellen. Arseen(III)oxide leidt ook tot morfologische veranderingen en DNA-fragmentatie in in vitro modellen voor APL.
{\displaystyle {\ce {As2O3}}} geeft een interactie met retinzuur receptor alfa, (RARA), een belangrijk schakel-eiwit in het starten van de transcriptie van DNA naar eiwit, de ontwikkeling van cellen van het immuunsysteem en van apoptose.

## Bacteria en arseniet
Sommige soorten bacteria verkrijgen hun energie door het oxideren van hun voedselbron waarbij arsenaat tot arseniet wordt gereduceerd. De betroken enzymen staan bekend als arsenaat-reductases.
In 2008 werd een bacteriestam ontdekt met een versie van fotosynthese waarin arseniet als elektronendonor optreedt en arsenaten ontstaan (vergelijkbaar met de gewone fotosynthese, waarbij water als elektronendonor gebruikt wordt en zuurstof ontstaat). De onderzoekers veronderstellen dat historisch gezien deze fotosynthetiserende soorten het arsenaat aanmaakten waardoor de arsenaat-reducerende bacteriën konden bestaan.

## Giftigheid
In mensen blokkeert arseniet de werking van pyruvaatdehydrogenase (het PDH-complex) in de rreactie van pyruvaat met Acetyl-CoA. Arseniet bindt aan de SH-groepvan lipoamide waardoor de reactie niet kan plaatsvinden. Op vergelijkbare wijze wordt ook de reactie van α-ketoglutaarzuur naar barnsteenzuur geblokkeerd. Beide reacties maken deel uit van de citroenzuurcyclus. Blokkeren ervan leidt tot verstoring van de energieproductie in de cel.